# Barrage Chiba
Le barrage Chiba (arabe : سد شيبة) est un barrage tunisien inauguré en 1963, sur l'oued Chiba, situé à environ quinze kilomètres au nord-ouest de Korba.
D'une hauteur de 26 mètres et d'une longueur en crête de 220 mètres, il peut retenir jusqu'à quatre millions de mètres cubes d'eau dans un réservoir d'une superficie de 272 hectares. L'eau du barrage a une salinité moyenne de 1,5 gramme par litre. L'ouvrage possède par ailleurs un débit évacuateur de crues de 270 mètres cubes par seconde.
Le barrage Chiba approvisionne un périmètre irrigable de 1 200 hectares dont 1 000 hectares pour les primeurs et 200 hectares pour les agrumes. Le volume d'eau distribuée s'élève à cinq millions de mètres cubes, dont quatre millions de mètres cubes proviennent du réservoir et un million de mètres cubes des divers forages.
La retenue d'eau s'épuise, soulignent en 2014 des chercheurs de l'Institut de recherche sur le Maghreb contemporain, en raison d'un envasement important, déjà diagnostiqué en 1975.